# W-функция на Ламберт
W-функцията на Ламберт е многозначна комплексна функция на един комплексен аргумент, която не може да се изрази в явен вид чрез елементарни функции, а се дефинира като решението {\displaystyle w=W(z)} на уравнението {\displaystyle we^{w}=z}. В общия случай то има по едно решение за всяко цяло число k, на което съответсва един клон на W-функцията на Ламберт – {\displaystyle W_{k}(z)}.
W-функцията на Ламберт се използва в комбинаториката, за решаване на различни уравнения, включващи експоненциални функции, в термодинамиката, хидравликата, квантовата статистика, биохимията и други области на науката и техниката. Наречена е на швецарския учен Йохан Ламберт, който през 1758 година работи върху свързани с нея задачи, като самата функция е изведена през 1783 година от друг швейцарец – Леонард Ойлер.